# Schloss Nussegg

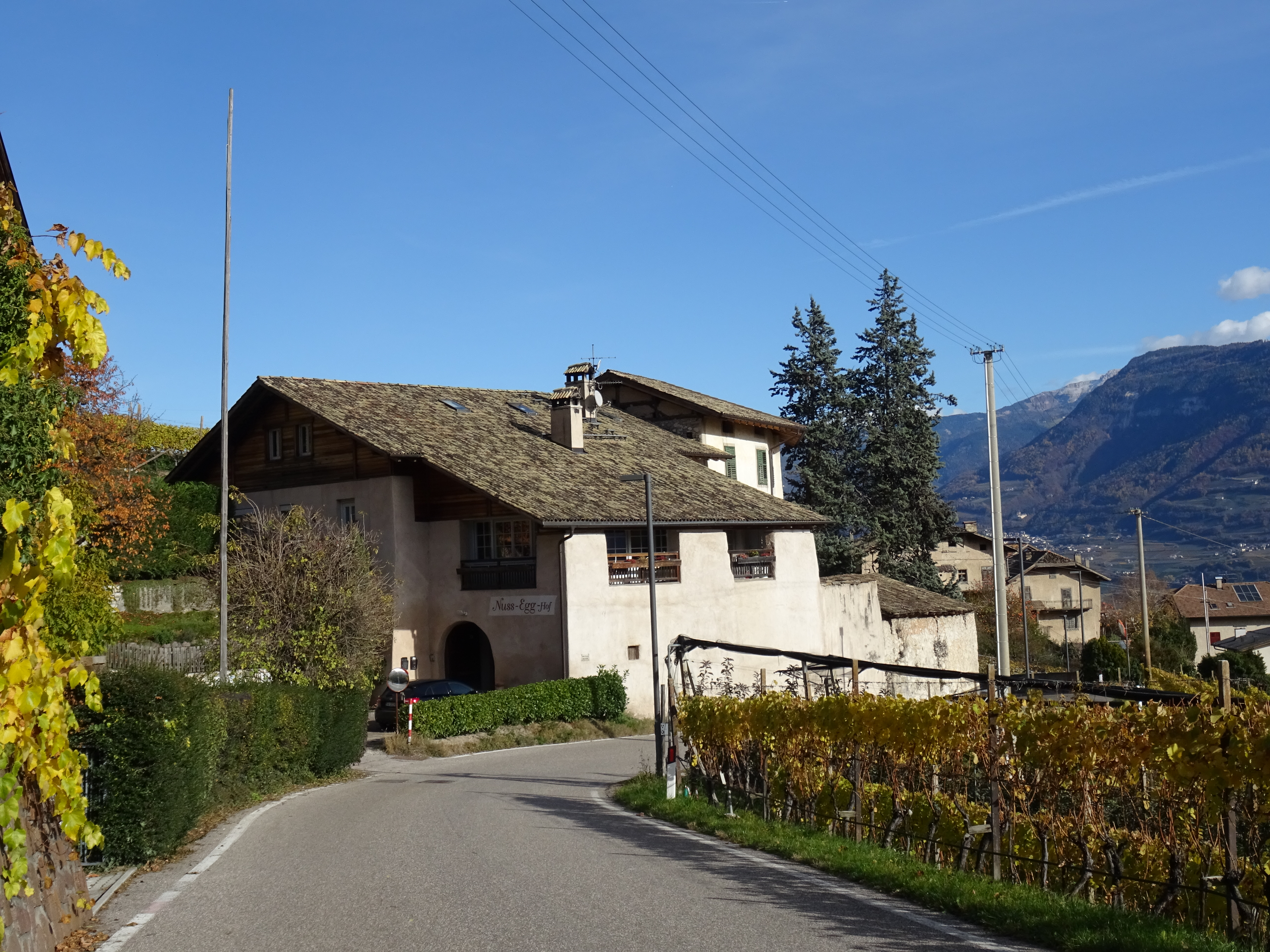
Vista do schloss desde a entrada.

Schloss Nußegg (ou Schloss Nussegg) é um schloss em Kurtatsch an der Weinstraße, Tirol do Sul. Nussegg foi adquirido pela família Truefer em 1570. Posteriormente, a propriedade passou para a família Indermaur em 1623, a família Fenner em 1716, a família Kager em 1819 e, por último, a família Sanoll, que possui a propriedade desde 1820. O castelo inclui uma casa construída na encosta, um edifício adjacente, um celeiro e uma parede fortificada com um pátio interno. O ano de 1597 está gravado numa pedra limite no pátio.